# Giga Texas
Giga Texas (noto anche come Gigafactory Texas o Gigafactory 5) è uno stabilimento dell'azienda produttrice di veicoli elettrici Tesla, situato ad Austin in Texas.  
Lo stabilimento, la cui costruzione è partita nel luglio 2020 ed è stata ultimata a fine 2021, ha iniziato ad essere operativo poco tempo dopo con una produzione limitata a pochi esemplari della Model Y. L'inaugurazione ufficiale è avvenuta con un evento denominato Cyber Rodeo il 7 aprile 2022. Per dimensioni, al momento della sua inaugurazione era la seconda fabbrica più grande degli Stati Uniti.

## Automobili prodotte

### Auto in produzione
| Foto | Marca | Modello          | Inizio produzione |
| ---- | ----- | ---------------- | ----------------- |
|      | Tesla | Tesla Model Y    | 2021              |
|      | Tesla | Tesla Model 3    | 2022              |
|      | Tesla | Tesla Cybertruck | 2023              |